# Haploinsuffizienz
Haploinsuffizienz ist ein Begriff aus der Genetik. Die Haploinsuffizienz bezeichnet ein diploides („doppeltes“) Gen, das im haploiden („einfachen“) Zustand nicht den normalen Phänotyp bewirken kann.
Haploinsuffizienz ist ein Beispiel dafür, wie die Dominanz eines krankmachenden Allels zustande kommt.
Jeder diploide Organismus hat auf seinen homologen Chromosomen zwei Kopien eines Gens. Wenn die eine Kopie durch eine vererbte Mutation funktionsunfähig geworden ist, und die eine funktionierende Kopie des Gens nicht die Herstellung einer ausreichenden Menge des Genprodukts (normalerweise eines Proteins) bewirkt, so tritt die Erbkrankheit auf. Ein einzelnes mutiertes Allel reicht also aus, um die Krankheit auszuprägen, es erkranken auch heterozygote, also mischerbige, Träger der Erbkrankheit.
Für Proteine, die im Organismus als Oligomere vorliegen, gilt, dass missense- oder nonsense-Mutationen auf einem Allel auftreten und zu inaktiven Oligomeren führen können. So wird die Funktionalität erhaltener Allele dramatisch herabgesetzt. Ein Beispiel ist das Tumorsuppressorgen p53, das (neben seiner Bedeutung für viele Tumoren) mit dem Li-Fraumeni-Syndrom verbunden ist.
Auch begünstigen Mutanten auf einem Allel die gleiche Mutation auf dem zweiten Allel durch eine mitotische Rekombination oder durch ein copy choice bei der DNA-Replikation. Diese Varianten führen neben spontanen Mutationen zu einem Loss of heterozygosity und können zu Krebs führen. Zu nennen wäre beispielsweise das erbliche, bilaterale Retinoblastom oder die Familiäre adenomatöse Polyposis.
Im Gegensatz dazu erkranken bei rezessiv vererbten Krankheiten nur homozygote, also reinerbige, Genträger.
Weitere Beispiele für menschliche Erbkrankheiten, die auf Haploinsuffizienz beruhen, sind:
- Chondrodysplasie
- Chorea Huntington
- Lamb-Shaffer-Syndrom
- Marfan-Syndrom
- Polydactylie